# Nepenthes suratensis
Nepenthes suratensis är en tvåhjärtbladig växtart som beskrevs av M. Catal. Nepenthes suratensis ingår i släktet Nepenthes och familjen Nepenthaceae. Inga underarter finns listade i Catalogue of Life.

## Bildgalleri

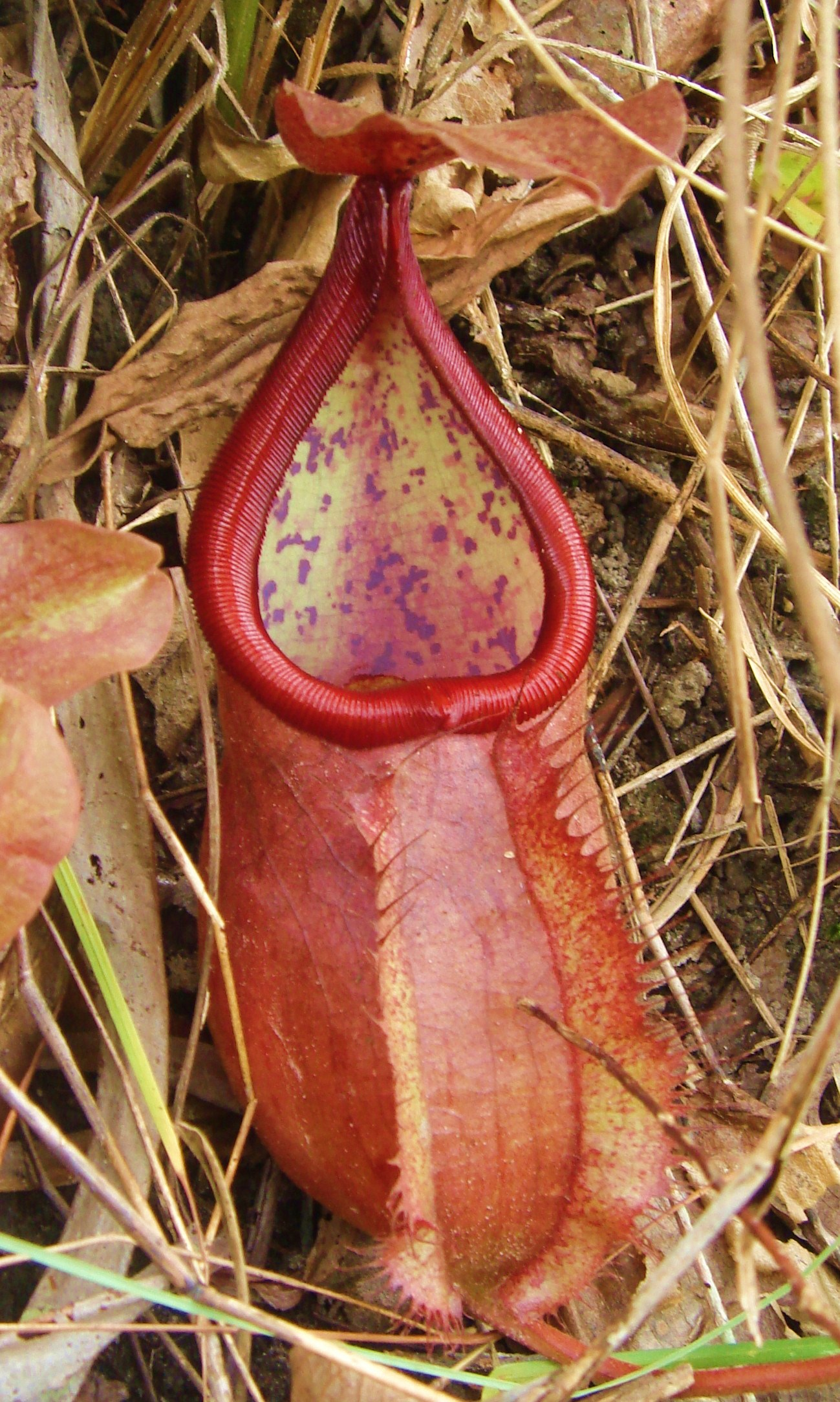
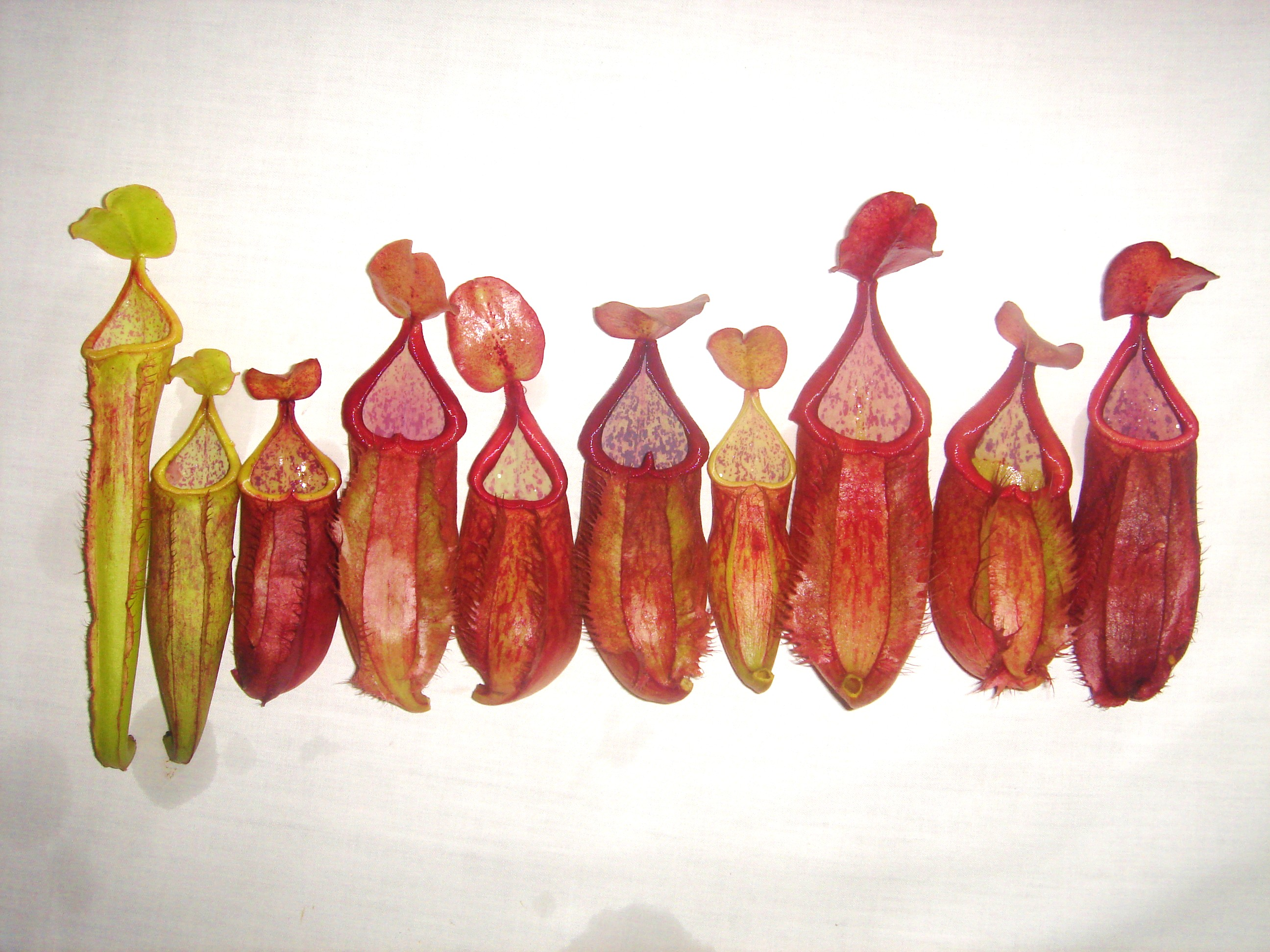
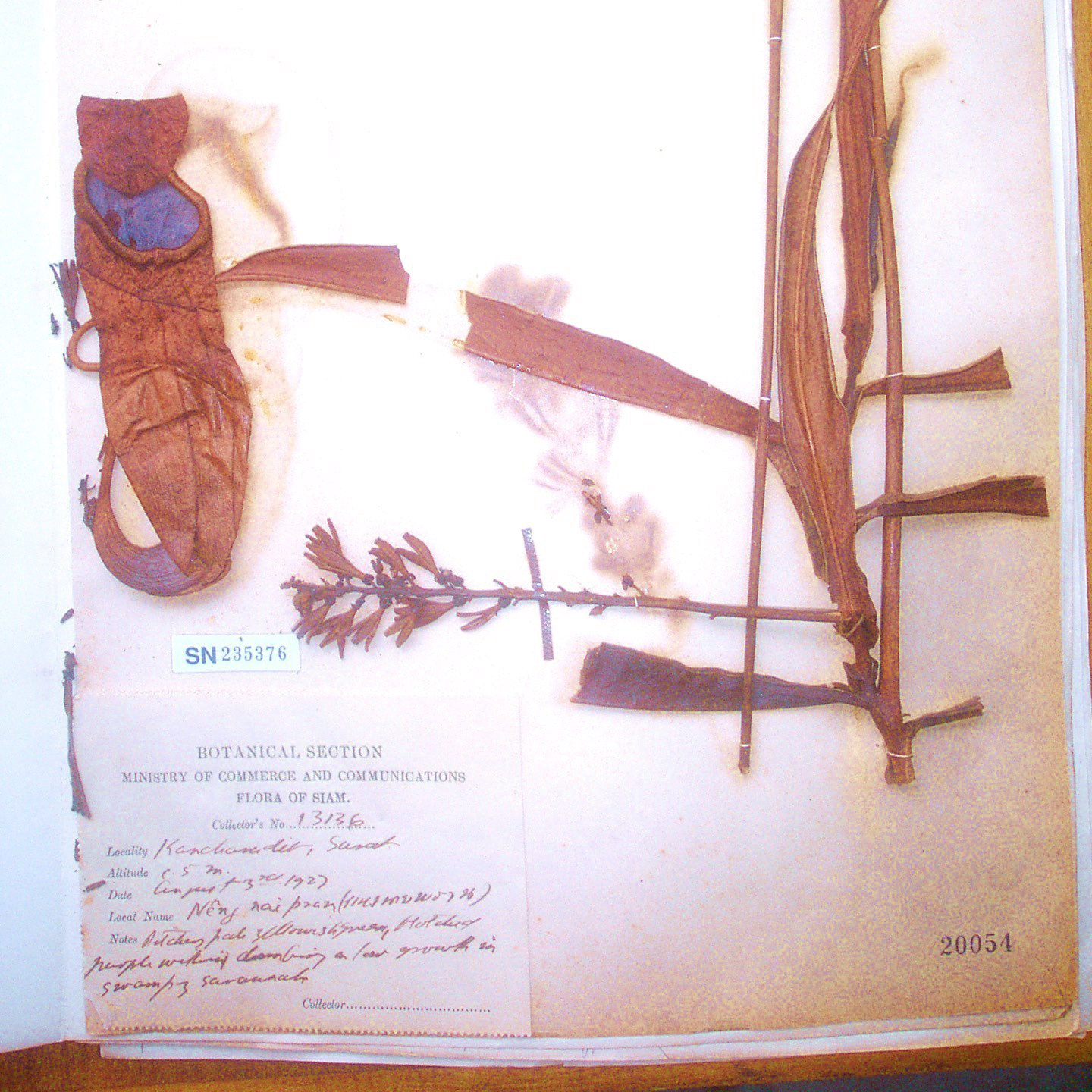
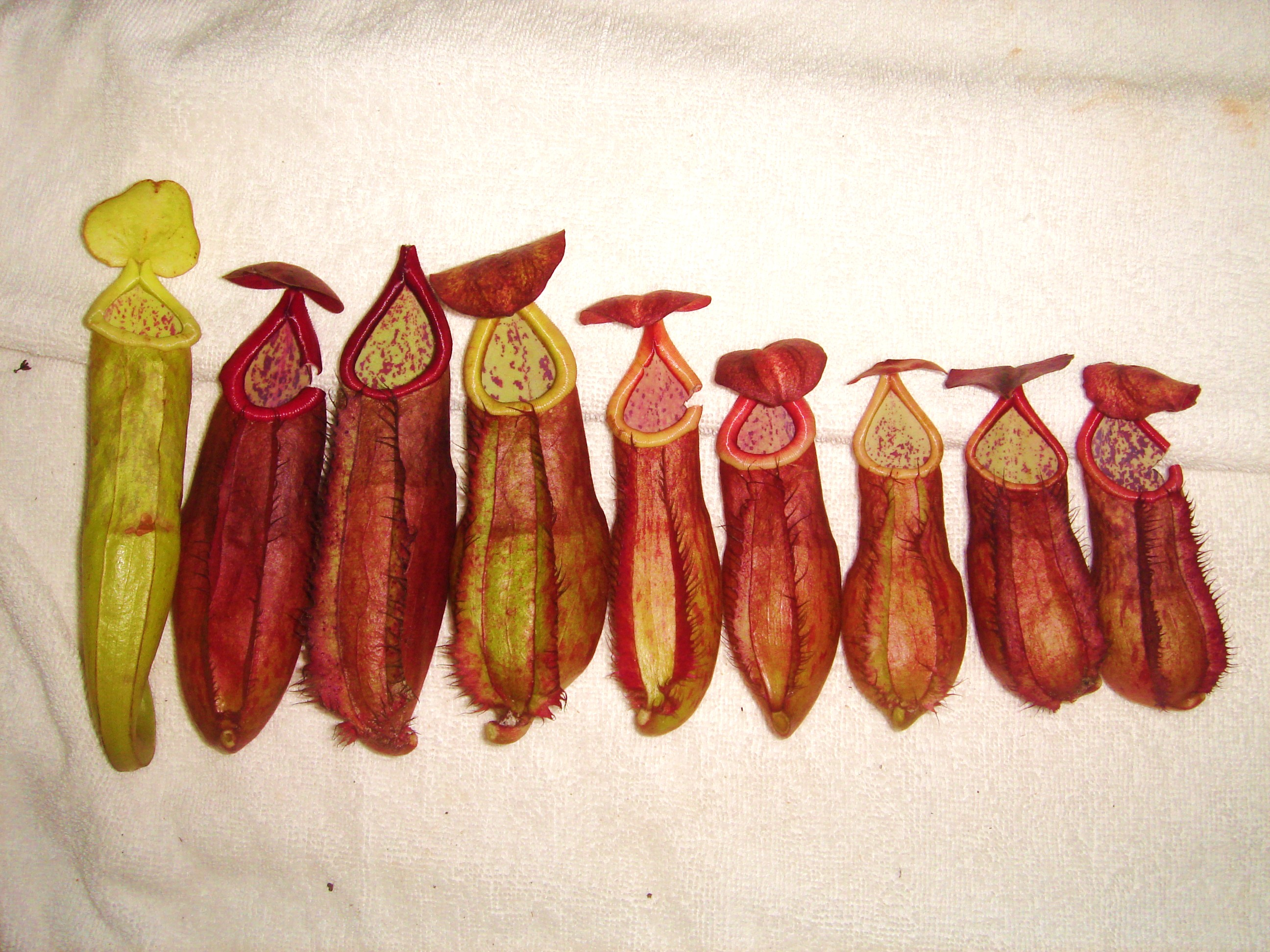